# 김은국 (소설가)
김은국(金恩國, 영어: Richard Eunkook Kim 리처드 연쿡 킴[*], 미국명 : 리처드 김, 1932년 3월 13일 ~ 2009년 6월 23일)은 대한민국 국방부 정훈국 예하 영어통역장교 등을 지낸 후 예비역 대한민국 육군 중위로 전역한 한국계 미국인 소설가이다. 본관은 수안이다.

## 생애
1932년 일제강점기 함경남도 함흥에서 독립운동가 김찬도(金燦道)의 차남으로 출생하였고 지난날 한때 황해도 황주와 평안남도 진남포를 거쳐 만주국 지린성 지린에서 잠시 유아기를 보낸 적이 있는 그는 1936년 일제 강점기 조선국 평안남도 평양에 귀환하여 그 후 평양고등보통학교에 다니다가 일제 패망 후인 1947년에 월남하여 전라남도 목포에 정착했다. 이후 목포고등학교를 졸업하고 서울대학교 경제학과에 입학했다. 한국 전쟁으로 인하여 학업을 중단하고 대한민국 육군에 입대, 통역장교를 거쳐 정훈장교로 복무한 뒤 1954년 예편하였다. 군복무 당시 아서 트루도 미 육군 소장의 부관으로 근무했던 인연으로 트루도 소장의 추천과 도움을 받아 1955년 미국으로 이민하여 미들버리 대학교에서 공부하였고, 1960년 존스 홉킨스 대학교에서 문학으로 석사학위를, 1962년 아이오와 대학교의 작가 워크숍에서 인문과학 석사 학위를, 1963년 하버드 대학교에서 극동 언어와 문학 석사 학위를 받았다.
1960년 미국에서 덴마크계 미국 여성 페닐로프 앤 그롤과 결혼하였고, 이 무렵 미국 시민권을 취득하였다.
1964년 미국에서 한국 전쟁 당시의 한 목사의 이야기를 담은 소설 《순교자》(The Martyred)를 영문으로 써서 발표하였다. 《순교자》는 1965년도 ‘내셔널 북 어워드(National Book Award)’ 최종심사에 올랐으며, 20주 연속 미주 베스트셀러가 되었고 독일어 등 20개 언어로 번역되었으며 평단으로부터도 호평을 받았다. 1965년에 유현목 감독에 의해 한국에서 영화화되기도 했다. 이런 호평들로 인해 1967년 노벨 문학상 후보로 추천되기도 했다. 1968년에는 5·16 군사정변을 소재로 한 《심판자》(The Innocent)를, 1970년 창씨개명을 소재로 한 《잃어버린 이름》(Lost Names)을 발표하였다.
1981년 대한민국으로 건너와 지난날 자신이 중퇴를 한 서울대학교에서 특임교수로 출강, 1982년부터 1983년까지 1년간 강의를 하였고, 그 이후에는 KBS에서 다큐멘터리 원고를 집필하였다. 1989년부터 여러 차례 동서식품의 커피 광고에 출연하여 '가슴이 따뜻한 사람과 만나고 싶다'라는 광고 문구로 유명해지기도 했다.
이후로 활동을 완전히 중단하고 미국에서 은둔 생활을 했다. 2005년 매사추세츠주에서 암 투병을 하고 있다는 사실이 알려졌고, 2009년 사망하였다.

## 가족 및 친척 관계
- 아버지: 김찬도(金燦道, 1907년 4월 18일 ~ 1994년 9월 21일, 독립운동가.)
- 외사촌 형: 이인범(李仁範, 1914년 ~ 1978년 9월 13일, 테너 성악가.)

## 학력
- 평안남도 평양고등보통학교 수료 (1982년 재경 대한민국 평양고보 동문회에서 수여하는 평양고보 명예 졸업장 받음.)
- 전라남도 목포고등보통학교 졸업
- 서울대학교 상과대학 경제학과 중퇴
- 대한민국 육군보병학교 졸업
- 미국 미들버리 대학교 역사학, 정치학 전공 (학사학위는 받지 못함)
- 미국 존스 홉킨스 대학교 대학원 정치학과 정치학 석사
- 미국 아이오와 주립대학교 대학원 언어학과 인문과학 석사
- 미국 하버드 대학교 대학원 영어영문학과 문학석사

## 작품
- 《순교자》(The Martyred, 1964)
- 《심판자》(The Innocent, 1968)
- 《잃어버린 이름》(Lost Names, 1970)
- 《소련과 중국, 그리고 잃어버린 동족들》(1989)

## CF
- 동서식품 맥심

## 참고 문헌
- 김욱동 (2005년 3월). “‘순교자’작가 김은국의 행적을 찾아서”. 《신동아》 (546): 316-330. ISSN 1228-3436.